# Vito Tongiani
Vito Tongiani (Matteria, 29 marzo 1940) è uno scultore e pittore italiano.

## Biografia
Vito Tongiani è nato il 29 marzo 1940 a Matteria, oggi un quartiere di Hrpelje-Kozina, nell'ex provincia italiana di Fiume. I suoi genitori erano originari della Toscana (Massa-Carrara), ma si trasferirono in Istria prima della seconda guerra mondiale. Alla fine della guerra la famiglia si trasferì a Rapallo, dove Tongiani è cresciuto e ha trascorso la sua gioventù fino all'età di 20 anni. Successivamente, intraprendendo la professione di artista, ha lavorato e vissuto a Parigi, Torino, Massa, Essaouira e Marrakech. Da tanti anni ha la sua residenza permanente sulle alture di Camaiore, tuttavia trascorre ogni anno alcuni mesi in Marocco, dove principalmente dipinge. Tongiani è noto per la creazione di sculture di personalità italiane e internazionali, nonché per la progettazione di fontane.
Tra le statue realizzate, il monumento di Giacomo Puccini nella città di Lucca in Piazza Cittadella di fronte al luogo di nascita del compositore e le statue dedicate ai tennisti francesi, detti i moschettieri, realizzate per l'Open di Parigi Roland Garros. Da quando la statua di Puccini è stata eretta nel 1994, Vito Tongiani ha ripetutamente sostenuto la ridenominazione della Piazza Cittadella in "Piazza Puccini", più recentemente nell'autunno del 2019 in occasione di una cerimonia per l'erezione della statua 25 anni prima.

## Opere (selezione)

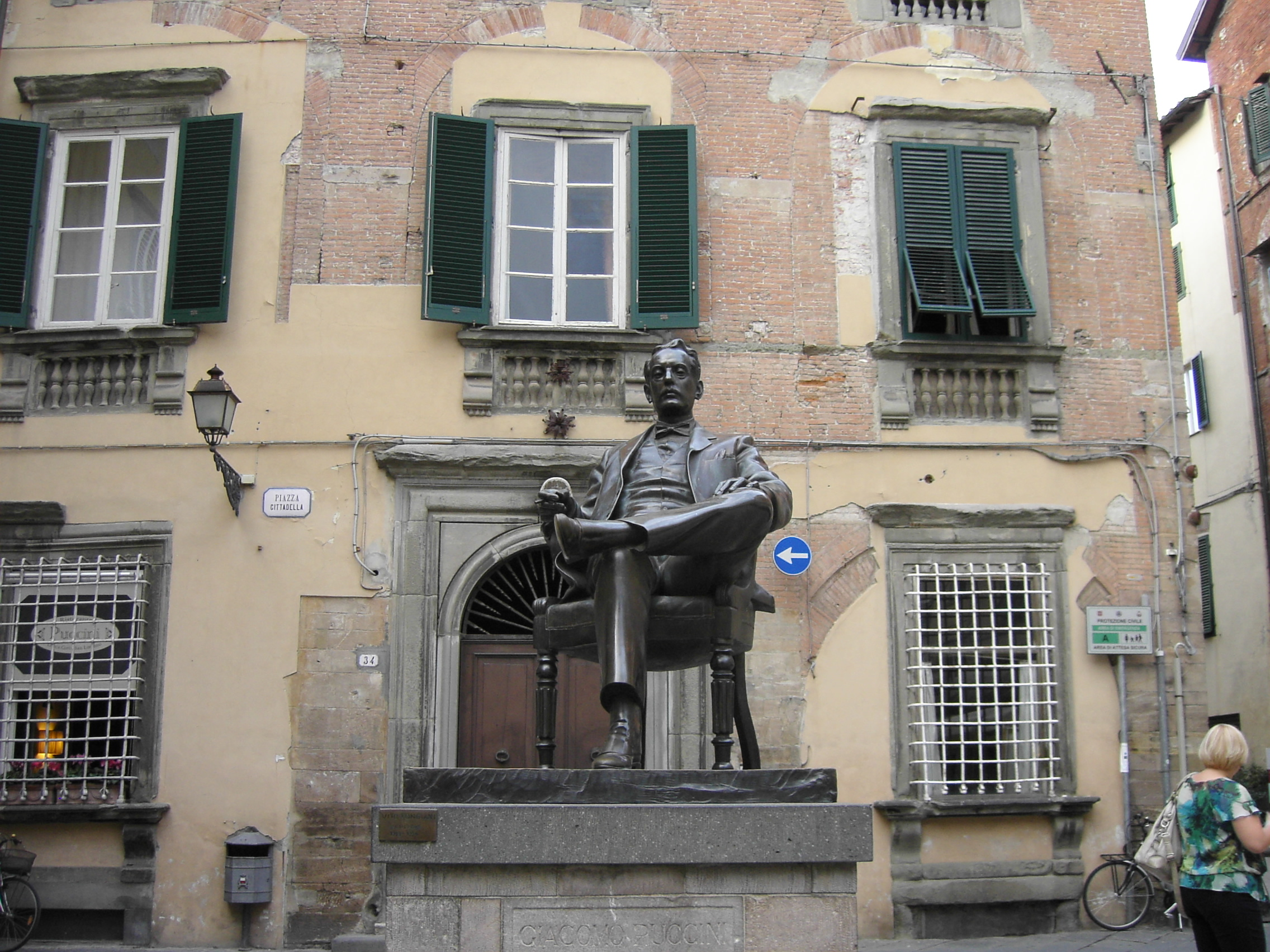
La statua di Puccini in Piazza Cittadella a Lucca

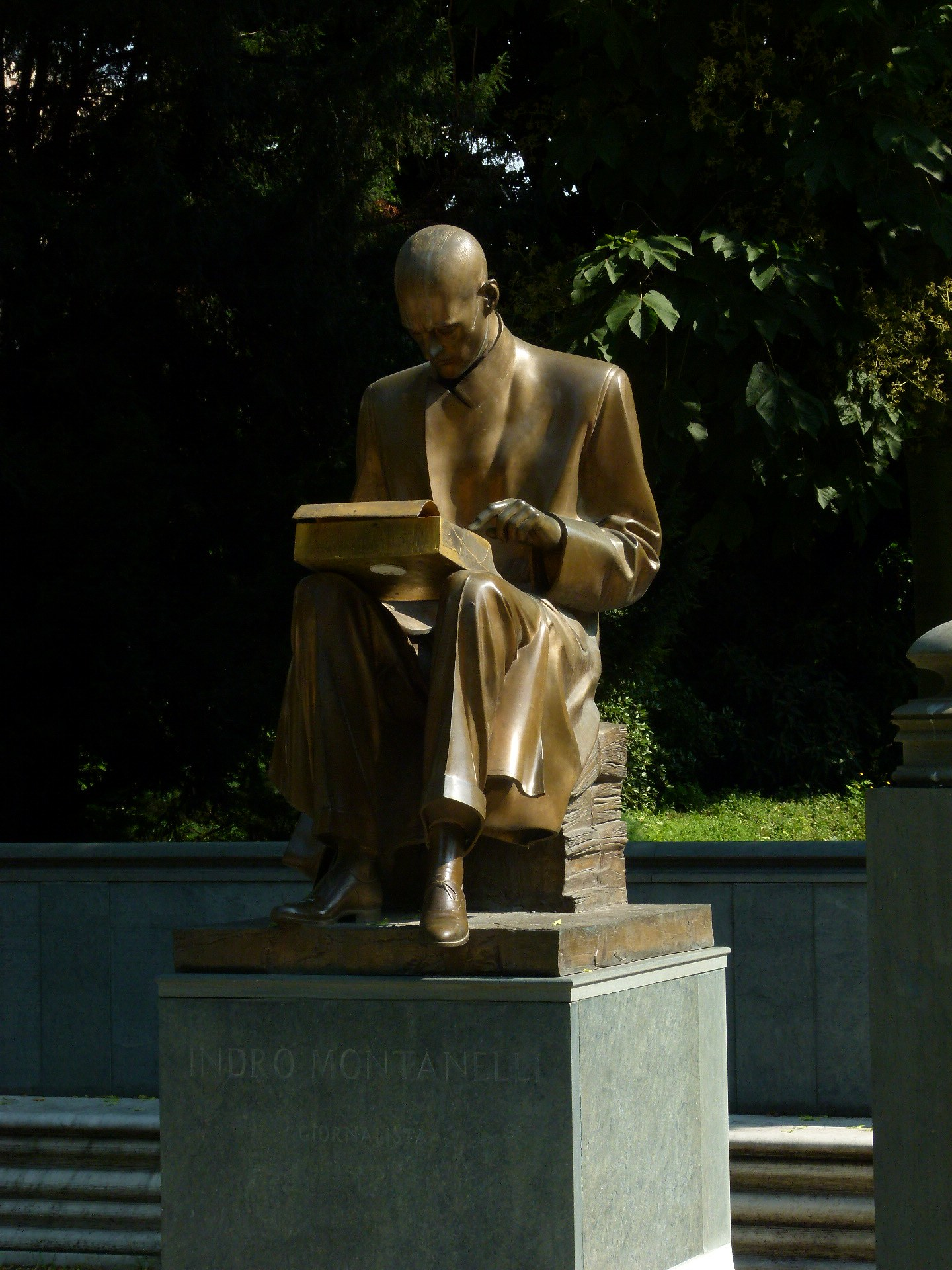
Statua di Indro Montanelli a Milano

### Statue
- 1989–1994: Jean Borotra, Jacques Brugnon, Henri Cochet, René Lacoste e Suzanne Lenglen a Parigi per la Fédération Française de Tennis al Stade Roland Garros[7]
- 1994: Giacomo Puccini a Lucca
- 2005: Indro Montanelli a Milano[8]
- 2013: Steno Marcegaglia a Gazoldo degli Ippoliti

### Fontane
- 1986–1987: Fontana sul Place du Marché a Nîmes con il "Crocodile de Nîmes" insieme con Martial Raysse
- 2003: Fontana "Il trionfo di Afrodite" a Massa

### Monumenti
- 2004: Monumento all'inizio della Linea Gotica a Montignoso; Inaugurato nel settembre 2004 dal Presidente Carlo Azeglio Ciampi

## Mostre (selezione)
- 1973: Fiorino, Firenze
- 1976: Festival d’Automne a Parigi (con il gruppo Nouvelle subjectivitè)
- 1979: Palais des Beaux-Arts, Bruxelles
- 1981: Biennale di Scultura di Carrara
- 1982: Biennale di Venezia
- 1993: Artisti Italiani per l’Europa, Musée de la Cour d'Or, Metz
- 1993: De Chirico e le conseguenze postmetafisiche, Artcurial, Parigi
- 1996: Die Kraft der Bilder - Realismus der Gegenwart, Martin-Gropius-Bau, Berlino
- 1996: Italienische Malerei von 1960 bis 1980, Museo Internazionale di Osaka
- 1999: Quadriennale di Roma
- 2016/2017: “MOGADOR”, Torre del Lago Puccini e Essaouira[9]

## Onori e premi
- 1974: Premio “Sperticano” a Bologna
- 2019: Premio "Obelisco” a Massa[10]

## Letteratura
- M. Bertozzi: Vito Tongiani. Il peso degli oggetti. 1973-1985. Casa editrice Grafis, 1986
- G. Romano: Vito Tongiani. Il paesaggio. Dipinti, acquerelli, disegni e sculture. Galleria Documenta, 1988
- J. Lovera: GESTES EN FUSION, les cinq bronzes de Vito Tongiani à Roland-Garros. Casa editrice Calligrammes, 2013, ISBN 9782840508939